# كلاتة كندي (قرة باشلو)
كلاتة كندي (بالفارسية: کلاته کندی) هي قرية تقع في إيران في قسم قرة باشلو الريفي. يقدر عدد سكانها بـ 61 نسمة بحسب إحصاء 2016.